# Playa de Las Teresitas
Playa de Las Teresitas je pláží, která se nachází na Kanárských ostrovech. Pláž je součástí ostrova Tenerife a je dlouhá 1,6 km. Pláž leží nedaleko vesnice San Andrés pouhých 7 km od hlavního města Santa Cruz de Tenerife v severní části ostrova, oblasti pohoří Anaga.

## Historie pláže
Zajímavostí je, že tato člověkem uměle vytvořená pláž je jediná se světlým zlatavým pískem v Tenerife. Ostatní pláže v této oblasti jsou charakteristické tmavým pískem. V roce 1973 byl totiž na Playa de Las Teresitas dovezen světlý písek ze Sahary, a tak se od té doby začala Playa de las Teresitas výrazně lišit od místních pláží. Pláž patří mezi nejnavštěvovanější na Kanárských ostrovech, také z tohoto důvodu, tj. díky vysoké návštěvnosti, se musel písek znovu doplňovat v roce 1998. 

## Zajímavosti
Kromě saharského písku má Playa de Las Teresitas speciální pobřežní hráz a uměle zkonstruovaný útes, aby chránil plavce před nebezpečnými proudy a vlnami z oceánu. Playa de Las Teresitas je jinak přirozeně plná palem, které poskytují dostatek stínu i na takto dlouhé pláži.